# Исламске вјерске вође
Исламске вјерске вође су традиционално људи који, као дио клера, џамије или владе, обављају важну улогу у својој заједници или нацији. Међутим, у савременом смислу муслиманских мањина у немуслиманским заједницама, као и у секуларним муслиманским земљама као што су Бангладеш, Индонезија и Турска, вјерско вођство може имати различит неформални облик.

## Алмами
Алмами је титула западноафричких муслиманских владара, која је била у употреби током освајања држава у 19. вијеку.

## Халиф
Халиф је особа која се сматра политичким и вјерским насљедником пророка Мухамеда и он је вођа читаве муслиманске заједнице.

## Имам
Имам је арапкса ријеч за вођу. На примјер, владар једне земље може бити имам. Израз је веома значајан у исламској традицији, посебно међу шиитима. Сунити користе израз за оснивање сунитских мезхеба, или за тумаче фикха и теологе.

## Муфтија
Муфтија је представник вјерске власти и правосудни тумач шеријата, исламског закона, признат због своје честитости, вјерског и правног знања. Муфтија може изрећи фатву када треба ријешити још непознат правни проблем.